# Université en Allemagne
Le système universitaire allemand a ses origines dans le Saint-Empire romain germanique, avec la fondation de l'université Charles en 1347-1348, à Prague, par le futur empereur Charles IV,.
L'université la plus ancienne de l'Allemagne contemporaine est l'université de Heidelberg, fondée en 1386.
Sous le IIIe Reich, la fréquentation des universités est passée de 127 830 étudiants en 1933 à 58 325 en 1939.
En 2009, il y a en Allemagne cent neuf universités et institutions équivalentes.
L'Allemagne compte 390 établissements d'enseignement supérieur dont 120 sont des universités, 207 sont des Fachhochschulen (écoles de science appliquée), 57 sont des écoles d'art et de musique et 6 sont d'un autre type. 240 établissements ont un caractère public, 111 sont des établissements privés et 39 ont un caractère confessionnel.

## Historique
Les dix plus anciennes universités qui fonctionnent en continu depuis leur fondation dans l'Allemagne moderne,.
- Université d'Heidelberg (fondée en 1386), Heidelberg
- Université de Leipzig (fondée en 1409), Leipzig
- Université de Rostock (fondée en 1419), Rostock
- Université de Greifswald (fondée en 1456), Greifswald
- Université de Fribourg (fondée en 1457), Fribourg
- Université de Munich (1472), Munich
- Université de Tübingen (1477), Tübingen
- Université de Halle-Wittenberg (1502), Halle
- Université de Marbourg (1527), Marbourg
- Université d'Iéna (1558), Iéna

## Fonctionnement

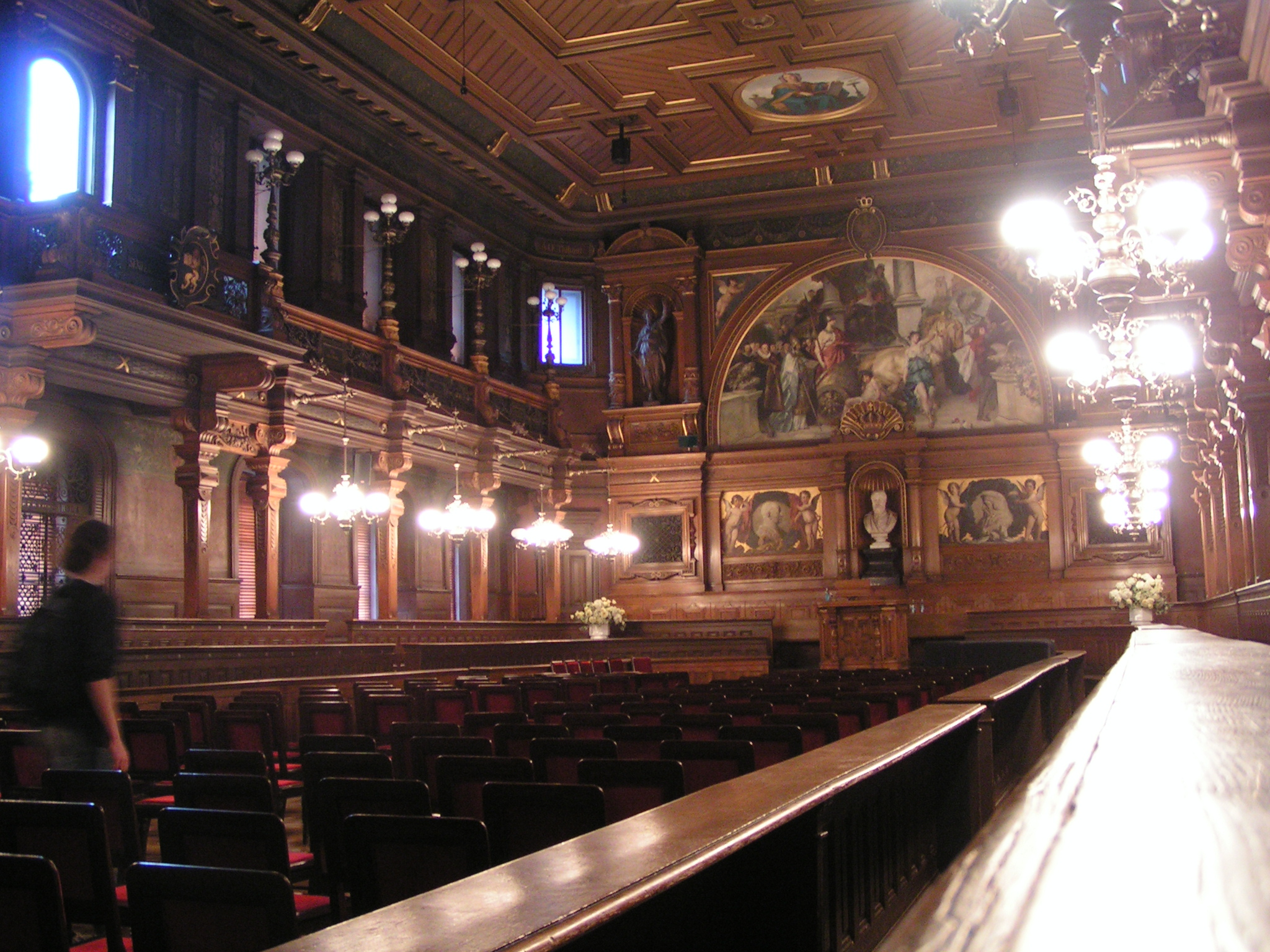
L'université de Heidelberg est le plus ancien établissement universitaire allemand.

L'université allemande la plus grande en termes d'effectif (en novembre 2022) est l'Université Internationale IU, avec plus de 100 000 étudiants,. C'est une université privée de sciences appliquées, reconnue par l'État, basée à Erfurt et possédant plus de 30 antennes en Allemagne. La plus grande université publique est Fernuniversität Hagen, avec environ 67 000 étudiants. Les plus grandes universités sur campus, chacune ayant plus de 50 000 étudiants, sont l'Université Ludwig-Maximilian de Munich et l'Université technique de Munich. Une autre université privée de sciences appliquées avec divers sites à travers l'Allemagne, l'Université des sciences appliquées en économie et management FOM, compte également plus de 50 000 étudiants.
L'éducation est gratuite pour les étudiants des régions de l'Union européenne (UE) et de l'Espace économique européen (EEE). Globalement, les universités publiques allemandes ne facturent pas de frais de scolarité. Dans de nombreuses universités, cela s'applique généralement aussi aux étudiants étrangers, bien que les règles diffèrent pour les citoyens non-UE selon la région. Les universités peuvent demander de petits frais pour les coûts administratifs.

## Liste

### A
- Aix-la-Chapelle : université technique de Rhénanie-Westphalie à Aix-la-Chapelle
- Augsbourg : université d'Augsbourg

### B
- Bamberg : université Otto-Friedrich de Bamberg
- Bayreuth : université de Bayreuth
- Berlin :
  - Université libre de Berlin
  - Université Humboldt de Berlin
  - Université technique de Berlin
  - université des Arts
- Bielefeld : université de Bielefeld
- Bingen am Rhein : université de sciences appliquées de Bingen
- Bochum : université de la Ruhr à Bochum
- Bonn : université de Bonn
- Brunswick : université technique Carolo-Wilhelmina de Brunswick
- Brême :
  - Hochschule für Künste Bremen
  - Université Jacobs de Brême
  - Université de Brême
- Bruchsal : International University in Germany (de)

### C
- Chemnitz : Université de technologie de Chemnitz
- Clausthal-Zellerfeld : Université de technologie de Clausthal
- Coblence : Université de Coblence
- Cologne : Université de Cologne
- Constance : Université de Constance

### D
- Darmstadt :
  - Université de sciences appliquées de Darmstadt
  - Université technique de Darmstadt (TU Darmstadt)
- Dortmund : 
  - Université de sciences appliquées de Dortmund (FH Dortmund)
  - Université technique de Dortmund (TU Dortmund)
- Dresde : Université technique de Dresde (TU Dresden)
- Duisbourg : Université de Duisbourg et Essen (Campus de Duisbourg)
- Düsseldorf : 
  - Université Heinrich-Heine de Düsseldorf
  - Université de sciences appliquées de Düsseldorf

### E
- Eichstätt : Université catholique de Eichstätt
- Erfurt : 
  - Université d'Erfurt
  - IU International University of Applied Sciences
- Erlangen-Nuremberg : Université d'Erlangen-Nuremberg
- ESCP Europe Wirtschaftshochschule Berlin
- Essen : Université de Duisburg et Essen (Campus Essen)

### F
- Flensbourg
  - Université de Flensbourg
  - Université de sciences appliquées de Flensbourg
- Francfort : Université Johann Wolfgang Goethe de Francfort
- Francfort-sur-l'Oder : Université européenne Viadrina
- Freiberg :
  - École des mines de Freiberg
- Fribourg :
  - Université de Fribourg-en-Brisgau
  - Université de pédagogie de Fribourg
  - Université de musique de Fribourg
  - Université protestante de sciences appliquées de Fribourg
  - Université catholique de sciences appliquées de Fribourg
- Fulda : Université de sciences appliquées de Fulda
- Freising
  - Université de sciences appliquées de Weihenstephan-Triesdorf

### G
- Giessen : Université de Giessen
- Göttingen : Université Georg August de Göttingen
- Greifswald : Université de Greifswald

### H
- Hagen : Université par correspondance d'Hagen (de) (formation à distance, université ouverte)
- Halle-Wittemberg : Université Martin-Luther de Halle-Wittemberg
- Heidelberg :
  - Université de Heidelberg
  - Université internationale Schiller de Heidelberg
- Hambourg :
  - Université de Hambourg
  - Université de technologie de Hambourg-Harburg
  - Kühne Logistics University
- Hanovre : Université de Hanovre
- Hof/Saale : Université de science appliquée de Hof

### I
- Ilmenau : Université technique d'Ilmenau
- Iserlohn :
  - Fachhochschule Südwestfalen, Université de sciences appliquées
  - Business and Information Technology School, Université de sciences appliquées
- Iéna : Université Friedrich Schiller de Iéna

### K
- Kaiserslautern : 
  - Université technique de Kaiserslautern
  - Université de science appliquée de Kaiserslautern
- Karlsruhe :
  - Staatliche Hochschule für Gestaltung
  - Université de Karlsruhe
  - Université de science appliquée de Karlsruhe
  - Université de musique de Karlsruhe
  - Université des études en pédagogie de Karlsruhe
- Kiel : Université Christian Albrecht de Kiel

### L
- Leipzig : Université de Leipzig
- Ludwigsburg : Filmakademie Baden-Württemberg
- Lübeck : Université de Lübeck
- Lunebourg : Université Leuphana de Lunebourg

### M
- Magdebourg : Université Otto von Guericke de Magdebourg
- Mayence :
  - Université catholique de sciences appliquées de Mayence
  - Université de sciences appliquées de Mayence
  - Université Johannes Gutenberg de Mayence
- Mannheim : Université de Mannheim
- Marbourg : Université Philipps de Marbourg
- Munich :
  - Université Ludwig Maximilian de Munich
  - Université de sciences appliquées de Munich
  - Université technique de Munich
  - Université de la Bundeswehr à Munich
  - Munich Business School
  - Fachhochschule für Ökonomie und Management
  - International School of Management, Munich
  - Université de sciences politiques de Munich
  - Université philosophique de Munich
  - Université ukrainienne libre de Munich
- Münster : Université de Münster

### N
- Nuremberg :
  - Université Friedrich-Alexander d'Erlangen-Nuremberg
  - Université de sciences appliquées de Nuremberg
- Nürtingen :
  - Université de sciences appliquées de Nürtingen-Geislingen

### O
- Offenbourg : Université de sciences appliquées d'Offenburg
- Oldenbourg : Université Carl von Ossietzky d'Oldenbourg
- Osnabrück : Université de sciences appliquées d'Osnabrück
- Osnabrück : Université d'Osnabrück

### P
- Passau : Université de Passau
- Paderborn : Université de Paderborn
- Potsdam : Université de Potsdam

### R
- Ratisbonne : Université de Ratisbonne
- Reutlingen : Université de Reutlingen
- Rostock : Université de Rostock

### S
- Sarrebruck : Université de la Sarre
- Siegen : Université de Siegen
- Stuttgart : Université de Stuttgart

### T
- Trèves : Université de Trèves
- Trossingen : Université de Musique Trossingen
- Tübingen : Université Eberhard Karl de Tübingen

### U
- Ulm : Université d'Ulm

### W
- Wedel : Université de sciences appliquées de Wedel
- Wetzlar : Université technologique de Mittelhessen
- Wiesbaden : Hochschule RheinMain
- Wittemberg : Université Martin-Luther de Halle-Wittemberg
- Wurtzbourg : 
  - Université de Wurtzbourg
  - Université de sciences appliquées de Wurtzbourg-Schweinfurt
  - Université de musique de Wurtzbourg
- Wismar : Hochschule de Wismar